# Хайнрих (Насау-Хадамар)
Вижте пояснителната страница за други личности с името Хайнрих.
Хайнрих фон Насау-Хадамар (на немски: Heinrich von Nassau-Hadamar; † 1368) от Дом Насау (Старата линия Насау-Хадамар) е от 1365 до 1368 г. граф на Насау-Хадамар.

## Биография
Той е син на граф Йохан фон Насау-Хадамар († 1365) и съпругата му Елизабет фон Валдек († 1385), дъщеря на граф Хайнрих IV фон Валдек († 1348) и Аделхайд фон Клеве († 1327).
Хайнрих последва баща си като граф на обеднялото Графство Насау-Хадамар заедно с брат си Емих III († 1394). През 1367 г. той дарява имоти на манастир Арнщайн.
Умира през 1368 г. без легитимни наследници и вероятно неженен.